# Hrustal'noe
Hrustal'noe är en sjö i Antarktis. Den ligger i Östantarktis. Australien gör anspråk på området. Hrustal'noe ligger 157 meter över havet.